# SIN3B
La proteína con hélices emparejadas anfipáticas Sin3B (SIN3B) es una proteína codificada en humanos por el gen SIN3B.

## Interacciones
La proteína SIN3B ha demostrado ser capaz de interaccionar con:
- HDAC1[3][4]
- ZBTB16[5]
- SUDS3[6]
- IKZF1[4][7]